# Sig Ruman
Sig Ruman (Hamburg, 11 oktober 1884 - Julian (Californië), 14 februari 1967) was een Duits-Amerikaans acteur.

## Levensloop en carrière
Ruman, geboren als Siegfried Albon Rumann in Hamburg, studeerde Elektrotechniek alvorens hij dienst uitmaakte van het Duitse leger in de Eerste Wereldoorlog. In 1924 verhuisde hij naar de Verenigde Staten. Hij speelde op Broadway en in drie films van The Marx Brothers: A Night at the Opera, A Day at the Races en A Night in Casablanca. Door zijn lengte en Duits accent speelde hij na de Tweede Wereldoorlog vaak een nazi, zoals in The Emperor Waltz en Stalag 17. Daarnaast gaf hij meermaals gestalte aan hoogdravende Duitse personages en aan Duitse slechteriken
Ruman overleed in 1967 op 82-jarige leeftijd.

## Filmografie (kleine selectie)
- 1929 - Die Königsloge (Bryan Foy)
- 1934 - Marie Galante (Henry King)

- 1935 - The Wedding Night (King Vidor)
- 1935 - Under Pressure (Raoul Walsh)
- 1935 - The Farmer Takes a Wife (Victor Fleming)
- 1935 - A Night at the Opera (Sam Wood)
- 1936 - The Princess Comes Across (William K. Howard)
- 1937 - Seventh Heaven (Henry King)
- 1937 - The Great Hospital Mystery (James Tinling)
- 1937 - This is My Affair (William A. Seiter)
- 1937 - Maytime (Robert Z. Leonard)
- 1937 - A Day at the Races (Sam Wood)
- 1937 - Heidi (Allan Dwan)
- 1937 - Nothing Sacred (William A. Wellman)
- 1937 - Think Fast, Mr. Moto (Norman Foster)
- 1937 - Thank You, Mr. Moto (Norman Foster)
- 1937 - Thin Ice (Sidney Lanfield)
- 1938 - Suez (Allan Dwan)
- 1938 - The Great Waltz (Julien Duvivier)
- 1938 - Paradise for Three (Edward Buzzell)
- 1939 - Never Say Die (Elliott Nuggent)
- 1939 - Honolulu (Edward Buzzell)
- 1939 - Ninotchka (Ernst Lubitsch)
- 1939 - Confessions of a Nazi Spy (Anatole Litvak)
- 1939 - Only Angels Have Wings (Howard Hawks)
- 1939 - Remember? (Norman Z. McLeod)
- 1940 - Dr. Ehrlich's Magic Bullet (William Dieterle)
- 1940 - Bitter Sweet (W.S Van Dyke)
- 1940 - World Premiere (Ted Tetzlaff)
- 1940 - Comrade X (King Vidor)
- 1940 - Victory (John Cromwell)
- 1941 - So Ends Our Night (John Cromwell)
- 1941 - That Uncertain Feeling (Ernst Lubitsch)
- 1941 - Love Crazy (Jack Conway)
- 1941 - This Woman is Mine (Frank Lloyd)
- 1942 - To Be or Not to Be (Ernst Lubitsch)
- 1942 - Remember Pearl Harbor (Joseph Santley)
- 1942 - Crossroads (Jack Conway)
- 1942 - Berlin Correspondent (Eugene Forde)
- 1942 - Desperate Journey (Raoul Walsh)
- 1942 - China Girl (Henry Hathaway)
- 1943 - The Song of Bernadette (Henry King)
- 1943 - Tarzan Triumphs (Wilhelm Thiele)
- 1943 - Sweet Rosie O'Grady (Irving Cummings)
- 1943 - Government Girl (Dudley Nichols)
- 1944 - House of Frankenstein (Erle C. Kenton)
- 1946 - Faithful in My Fashion (Sidney Salkow)
- 1947 - Es begann in Schneiders Opernhaus (Walter Lang)
- 1950 - Father is a Bachelor (Norman Foster)
- 1944 - The Hitler Gang (John Farrow)
- 1944 - Summer Storm (Douglas Sirk)
- 1944 - It Happened Tomorrow (René Clair)
- 1945 - A Royal Scandal (Otto Preminger en Ernst Lubitsch)
- 1946 - A Night in Casablanca (Archie Mayo)
- 1946 - Night and Day (Michael Curtiz)
- 1947 - Mother Wore Tights (Walter Lang)
- 1948 - The Emperor Waltz (Billy Wilder)
- 1948 - Give My Regards to Broadway (Lloyd Bacon)
- 1949 - Border Incident (Anthony Mann)
- 1951 - On the Riviera (Walter Lang)
- 1952 - The World in His Arms (Raoul Walsh)
- 1953 - Die Jungfrau auf dem Dach (Otto Preminger)
- 1953 - The Glenn Miller Story (Anthony Mann)
- 1953 - Houdini (George Marshall)
- 1953 - Stalag 17 (Billy Wilder)
- 1954 - Living It Up (Norman Taurog)
- 1954 - Three Ring Circus (Joseph Pevney)
- 1955 - Many Rivers to Cross (Roy Rowland)
- 1957 - The Wings of Eagles (John Ford)
- 1961 - The Errand Boy (Jerry Lewis)
- 1964 - Kisses for My President (Curtis Bernhardt)
- 1964 - 36 Hours (George Seaton)
- 1966 - Way Way Out (Gordon Douglas)
- 1966 - The Fortune Cookie (Billy Wilder)

- Bibsys: 14029628
- Biblioteca Nacional de España: XX4905783
- Bibliothèque nationale de France: cb14043340b (data)
- Gemeinsame Normdatei: 141116935
- International Standard Name Identifier: 0000 0000 7778 9565
- Library of Congress Control Number: no89005916
- Nationale Bibliotheek van Israël: 987007345600705171
- Virtual International Authority File: 5489149068540565730005